# Wanda Nittman
Wanda Alina Apolonia Nittman herbu Bożawola, z domu Poznańska, primo voto Liberman, ps. „Wanda Charlemont” (ur. 1867 w Warszawie, zm. 23 sierpnia 1931 we Lwowie) – polska aktorka teatralna, nauczycielka.

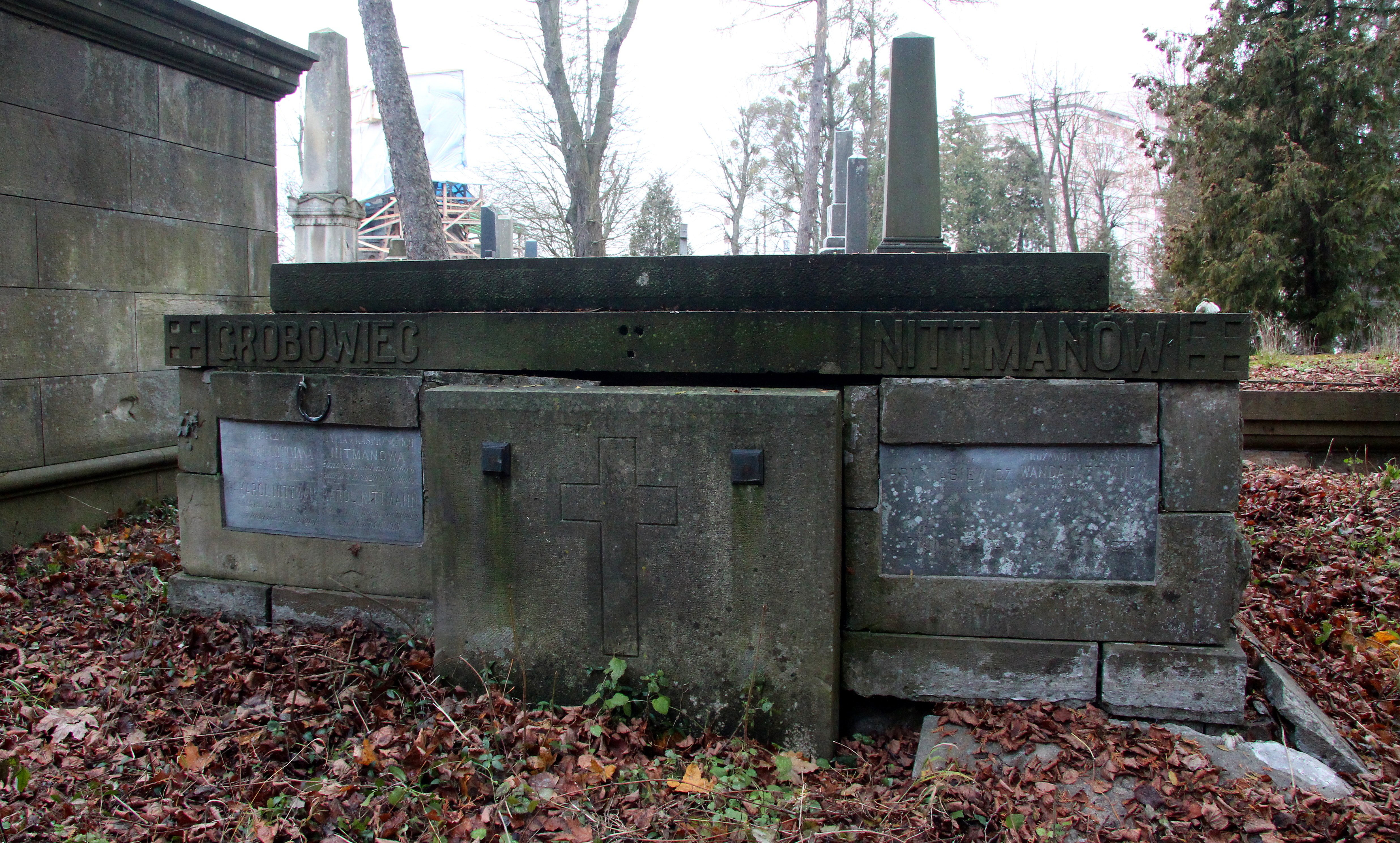
Grobowiec rodziny Nittmanów

## Życiorys
Urodziła się w 1867 w Warszawie. Pochodziła z rodu Poznańskich herbu Bożawola. Była córką Damiana i Anieli z domu Putornickiej.
Jako aktorka kształciła się u boku Wincentego Rapackiego. Początkowo występowała w teatrach amatorskich. Na profesjonalnej scenie Teatru we Lwowie zadebiutowała 1 października 1888 wcielając się w rolę Jadwigi Karłowieckiej w jednoaktowym dramacie Henryka Sienkiewicza. W tym samym miesiącu wystąpiła też w roli Klary w Ślubach panieńskich Aleksandra Fredry, a potem zagrała jeszcze Paulinę w dramacie Pan Benet Fredry. Posługiwała się pseudonimem scenicznym „Wanda Charlemont”. W teatrze pozostawała zatrudniona w sezonie 1888/1889, po czym zrezygnowała.
Po raz pierwszy była zamężna z bankierem Libermanem. Od 21 stycznia 1891 była zamężna z Karolem Nittmanem (1863-1929, profesor gimnazjalny, historyk), z którym miała syna Tadeusza (1896-1942, oficer, literat) i córkę.
18 marca 1899 wystąpiła w dzienniku mówionym „Nenufary” we Lwowie. W 1900 zasiadała w zarządzie czytelni dla szwaczek, założonej przez koło TSL we Lwowie.
Od około 1923 uczyła języka francuskiego w oddziałach równorzędnych Państwowego Seminarium Nauczycielskiego Żeńskiego we Lwowie przy ulicy Słodowej 6 (w głównym zakładzie PSNŻ przy ulicy Sakramentek 7 dyrektorem był jej mąż Karol Nittman). Pracowała tam niedługo, jako że w spisie z 1926 już nie figurowała.
Zmarła 23 sierpnia 1931 we Lwowie w wieku 65 lat. Została pochowana na Cmentarzu Łyczakowskim we Lwowie 25 sierpnia 1931.